# 33
Năm 33 là một năm trong lịch Julius. 

## Sự kiện
Sự kiện đóng đinh Giêsu

## Mất
- 3 tháng 4 - Jesus: Nhân vật lịch sử người Do Thái, nhà thuyết giảng, người chữa lành và là người sáng lập ra Kitô giáo (s.6 TCN)